# 保険調査員ハナコ・時価一億円の女
『保険調査員ハナコ・時価一億円の女「なまはげが見ていた秘密の会話」』（ほけんちょうさいんハナコ・じかいちおくえんのおんな なまはげがみていたひみつのかいわ）は、2006年3月4日にテレビ朝日で放送された2時間サスペンスドラマ。

## 番組概要
2003年にテレビ朝日「土曜ワイド劇場」放送分として収録され2004年に放送予定していた作品ではあるが、諸般の事情により放送日時が延期となり、結果土曜ワイド劇場枠では放送されず2006年3月4日12:00 - 13:55に「土曜サスペンス」枠で関東ローカルにて放送された。また当初シリーズ化される予定でもあったがシリーズ化には至らなかった。
主人公である斉藤慶子演じる保険調査員の桃木ハナコが当初1千万円の死亡保険契約だった男の保険金が1億円という多額の契約に切り替えられた直後に不審死をとげたことから調査を始めるというストーリー。
舞台は北海道の立待岬、函館山が中心となった。
古尾谷雅人の遺作となった作品でもある。

## 主な出演者
- 桃木ハナコ（コスモ生命保険調査員）：斉藤慶子
- 山岡伸太郎（コスモ生命保険審査調査部）：古尾谷雅人
- 臼井緑：大寳智子
- 西崎哲夫：唐渡亮
- 池浦和枝：阿知波悟美
- 桃木春菜：斉藤千晃
- 木田悟志：藤田宗久
- 阿久津里子：中原ひとみ
- 赤村沙紀：有森也実
- 久保酎吉、賀川黒之助、小鈴まさ記、山上賢治、鶴岡修、北村周平、時田夏子、大田ななみ　ほか

## スタッフ
- 脚本：寺田敏雄
- 監督：岡本弘
- プロデューサー：木村康信、塙太志（大映テレビ）／松本健（テレビ朝日）
- 撮影：大石裕久
- 照明：小川正治
- VE：入山達彦
- 録音：今井善孝
- 編集：清水正彦
- EED：白水孝幸
- 技術協力：ビデオフォーカス
- 美術：草間康雄
- 美術進行：村上輝彦
- 装飾：大町力、稲場裕輔
- 美術協力：テレビ朝日クリエイト、京映アーツ
- 衣装：山口千恵美
- スタイリスト：井口しょう子、篠塚奈美
- メイク：山谷政野、赤間久美江
- 衣裳：松竹衣裳
- スチール：宮田薫
- 記録：竹下京子
- 助監督：島田晃、塚田俊也、長尾楽
- 制作担当：南條記良
- 広報担当：豊島晶子（テレビ朝日）
- エキストラ：クロキプロ、函館太田プロ、
- 撮影協力：北海道観光推進課、湯の川プリンスホテル渚亭、男鹿市観光商工課、函館山ロープウェイ　ほか
- テーマ曲：「もう少し」 唄：Kiroro （ビクターエンタテインメント）
- 制作：テレビ朝日、大映テレビ